# Dongfeng Motor Group
Dongfeng Motor Group Company, Limited, 东风汽车集团股份有限公司S, (DFMG o DFG), è una holding cinese con sede a Wuhan. Le sue H-share sono quotate alla borsa di Hong Kong.
Dongfeng Motor Group ha costituito diverse joint venture con altri produttori di automobili stranieri, in particolare Luxgen, Honda, Renault-Nissan e Stellantis. 
Dal 2005 ha inoltre preso in leasing diversi marchi dalla società madre Dongfeng Motor Corporation.